# Sgurr nan Spainteach
Sgurr nan Spainteach är ett berg i Storbritannien.   Det ligger i kommunen Highland och riksdelen Skottland, i den nordvästra delen av landet, 700 km nordväst om huvudstaden London. Toppen på Sgurr nan Spainteach är 990 meter över havet, eller 86 meter över den omgivande terrängen. Bredden vid basen är 0,60 km.
Terrängen runt Sgurr nan Spainteach är kuperad åt sydost, men åt nordväst är den bergig. Trakten runt Sgurr nan Spainteach är nära nog obefolkad, med mindre än två invånare per kvadratkilometer. Närmaste större samhälle är Glenelg, 18,2 km väster om Sgurr nan Spainteach. Trakten runt Sgurr nan Spainteach består i huvudsak av gräsmarker.